# Departamento de Torodi
Torodi es un departamento situado en la región de Tillabéri, en Níger. En diciembre de 2012 presentaba una población censada de 182 613 habitantes. Su chef-lieu es Torodi.
Se ubica en el suroeste de la región, junto a la frontera con Burkina Faso. Fue creado en la reforma territorial de 2011; hasta entonces pertenecía al departamento de Say.

## Subdivisiones
Está formado por dos comunas rurales, que se muestran asimismo con población de diciembre de 2012:
- Makalondi (73 271 habitantes)
- Torodi (109 342 habitantes)